# Weewarrasaurus
Weewarrasaurus ("ještěr z Weewarry") byl rod ornitopodního dinosaura z pozdně křídového období (věk cenoman, asi před 100 až 96 miliony let). Fosilie tohoto býložravého ptakopánvého dinosaura byly objeveny na území Nového Jižního Walesu (Austrálie). Fosilie byly objeveny roku 2013 v sedimentech geologického souvrství Griman Creek a tento druh byl formálně popsán v prosinci roku 2018. Fosilie tohoto malého ornitopoda byly částečně opalizované.

## Popis
Byl to malý druh dinosaura o velikosti labradorského retrívra. Téměř s jistotou se jednalo o býložravce, který žil v malých skupinách a spásal nízko rostoucí vegetaci.